# Patrokles (imię)
Patrokles — imię męskie pochodzenia greckiego, od Πατροκλος (Patroklos), co oznacza "chwała ojca", będą złożone z πατρος (patros) "ojca, ojcowska" i κλεος (kleos) "chwała, sława". Patronem tego imienia jest m.in. św. Patrokles z Troyes. 
Patrokles imieniny obchodzi:
- 21 stycznia, jako wspomnienie św. Patroklesa z Troyes
- 16 listopada, jako wspomnienie św. Patroklesa z Colombier, znanego też jako Patrokles z Bourges

Znane postaci o tym imieniu:
- Patroklos, postać z mitologii greckiej

Zobacz też:
- (617) Patroclus